# ぽこすか戦記
ぽこすか戦記は、アダルトゲーム雑誌「パソコンパラダイス」およびソフトハウス6社によって2007年に開催されたWEBゲーム大会。サブタイトルは「目指せ応援メーカー世界統一!」。

## 概要
領地侵略および投資による領地強化のシミュレーション要素をもつ、プレイヤーのランキングを元に各メーカーごとに独自の選考基準で大会終了後に商品の授与もある無料オンラインRPG。
ベータテストは2007年4月11日〜4月19日。大会は2度開催されて、前半戦は4月19日〜5月19日、後半戦は5月26日〜6月24日。
プレイヤーは4種類の職業（戦士、盗賊、聖職者、魔法使い）から1つを選んでキャラクターを作成。選んだメーカーのヒロインと2人でパーティーを組んでダンジョンに潜ったり、敵メーカーの領地を侵略する。
現在フリープレイ期間中（開催期間未定、後半戦のキャラクターがそのまま使用できる）。

## 登場キャラクター
- PeasSoft
  - ヒロイン：藤見 ゆかり（つくしてあげるのに!!）
  - ショップ：入江 奈々（同上）
- HOOK
  - ヒロイン：上条 朝陽（HoneyComing）
  - ショップ：前園・Clarissa・皐（同上）
- feng
  - ヒロイン：片桐 優姫（あかね色に染まる坂）
  - ショップ：長瀬 湊（同上）
- MOONSTONE
  - ヒロイン：月村 美姫（Clear -クリア-）
  - ショップ：行野 無月（同上）
- ハイクオソフト
  - ヒロイン：猫宮 のの（幼なじみとの暮らし方）
  - ショップ：南 菜々美（同上）
- Lass
  - ヒロイン：広原 月子（3days 〜満ちてゆく刻の彼方で〜）
  - ショップ：千神 奈々子（FESTA!! -HYPER GIRLS POP-）
- パソコンパラダイス
  - ヒロイン・ショップ：おうさま（パソコンパラダイス）

## 主題歌
- テーマソング：『突入っ☆らぶらぶラビリンス！』
  - 歌：藤原鞠菜（ふじわらんど）

## スタッフ
- 企画・制作：PeasSoft
- クライアント・サーバープログラミング：Flash素材＆Flashゲーム工房（土屋正彦）
- オリジナルキャラクター原画：月華摩天楼（天砂晃成）
- 戦闘モンスター原画：P.W.（平岡正宗）
- BGM・効果音：HumanPark（ken）
- ヒロイン及びショップ店員の台詞：各社ライター